# 真夏のフォトグラフ
「真夏のフォトグラフ」（まなつのフォトグラフ）は、azusaの4作目のシングル。2011年5月18日にポニーキャニオンから発売された。

## 概要
前作「夢ノート」から2か月連続リリースとなる2011年2作目のシングル。表題曲「真夏のフォトグラフ」は、自身初となるバラードで、テレビアニメ『アスタロッテのおもちゃ!』のエンディングテーマに起用された。原作の優しい雰囲気を引き出すため、出会いの大切さが込められている。録音は、1番についてはテレビサイズで流される事も手伝ってか早く書き上げられたが、2番は奄美でのジャケット写真撮影まで行われなかった。 azusaは「奄美の景色を見ることで、“真夏のフォトグラフ”の世界観をより広げることが出来ました。」と語っており、実際曲中でも「奄美音階」が取り入れられている。
2曲目の「Good Day!」は、「おひとりさま」が、3曲目の「pastel」では、20代半ばの大人の女性像がそれぞれ表現されている。

## 収録曲
（全作詞・作曲：azusa）
1. 真夏のフォトグラフ [4:26]
編曲：azusa・t.sato & r.wat
テレビアニメ『アスタロッテのおもちゃ!』エンディングテーマ
2. Good Day! [3:17]
編曲：azusa・t.sato & r.wat
3. pastel [4:43]
編曲：Ariki Tatsuro
4. 真夏のフォトグラフ（Instrumental）

## 収録アルバム
| 曲名               | アルバム | 発売日        |
| ------------------ | -------- | ------------- |
| 真夏のフォトグラフ | azusa    | 2011年8月31日 |